# Бурангулов, Мухаметша Абдрахманович
Мухаметша́ Абдрахма́нович Бурангу́лов (баш. Мөхәмәтша Әбдрәхмән улы Буранғолов; 15 декабря 1888, д. Верхнеильясово Бузулукского уезда Самарской губернии, ныне Красногвардейского района Оренбургской области — 9 марта 1966, г. Уфа) — башкирский поэт и драматург, фольклорист, классик башкирской литературы. Знаток башкирского народного творчества и собиратель фольклора, Народный сэсэн Башкирской АССР (1944), член Союза писателей СССР (1940).

## Биография
Бурангулов Мухаметша Абдрахманович родился 15 декабря 1888 года в деревне Верхне-Ильясово Юмран-Табынской волости Бузулукского уезда Самарской губернии.
В 1901 году окончил Старо-Юлдашевскую земскую школу, а в 1907 году медресе села Каргалы.
В 1912—1916 гг. учитель в Каипкуловской сельской школе Оренбургской губернии.
В 1916—1917 гг. инспектор сельских школ Бузулукского уездного отдела народного образования.
В 1917—1920 гг. заведующий отдела народного образования и председателем кантонного исполнительного комитета в Ток-Суранском кантоне Башкирской АССР.
В 1921—1924 гг. работал учителем сельской школы в родной деревне.
В 1924—1937 гг. преподаёт башкирский язык и литературу в школах и техникумах Башкирской АССР.
Учился в Башкирском государственном педагогическом институте имени К. А. Тимирязева (ныне Уфимский университет науки и технологий).
«за весь период своего творчества Бурангулов М. не создал ни одного выдержанного в идейном отношении произведения, что все его произведения на исторические темы были пропитаны духом приукрашивания прошлого, духом защиты патриархально-феодального строя, духом национализма… и тем самым он своим творчеством оказался не на платформе Советской власти…»
В августе 1937 года арестован первый раз по обвинению в «башкирском буржуазном национализме» и провёл в тюрьме 7 месяцев.
С сентября 1938 года работает в Институте истории, языка и литературы. Здесь за короткий срок Бурангулов смог систематизировать и собрать в Научный фонд института многие фольклорные произведения, в том числе эпосы «Урал-батыр», «Акбузат», «Идукай и Мурадым», «Карасакал», «Юлай и Салават» и другие, некоторые из них были опубликованы.
После принятия ЦК ВКП(б) постановления «О состоянии агитационно-пропагандистской работы в Башкирской партийной организации и путях её улучшения» от 27 января 1945 года Мухаметша Бурангулов вновь подвергся гонениям: ему и Баязиту Бикбаю инкриминировалось искажение истории башкирского народа, допущенное в некоторых произведениях.
В 1950 году Бурангулов лишён всех званий и осужден на 10 лет по обвинению в принадлежности к антисоветской националистической группе и антисоветской агитации. В 1956 году выпущен на свободу, в его «деле» было указано: «протоколы допроса были сочинены 3 отделом УГБ НКВД БАССР».
Согласно постановлению Верховного суда СССР, в 1959 году полностью реабилитирован. Секретарь Башобкома КПСС выступил против восстановления в членстве Союза писателей и ему в этом было отказано. В 1961 году Коллегия Верховного суда Башкирской АССР отказало в реабилитации трудов М. А. Бурангулова.

## Творчество
Внёс значительный вклад в развитие башкирской фольклористики и драматургии. Записанные им песни, легенды и предания, героико-эпические сказания, описание свадебных обрядов вошли в золотой фонд башкирского фольклора, а сюжеты его сценических произведений навеяны мотивами башкирских песен-преданий, в них нашли отражение своеобразие быта, традиций, обрядов и поверий башкир.
В 1919 году постановкой пьесы Бурангулова «Ашкадар» («Ашҡаҙар») состоялось открытие Башкирского театра драмы.
Пьесы «Шаура» («Шәүрә», 1925—1948), «Башкирская свадьба» («Башҡорт туйы», 1930—1939), «Идукай и Мурадым» («Иҙеүкәй менән Мораҙым», 1940—1943) некогда составляли основу репертуара многих башкирских театров.
Во время работы в Башкирском научно-исследовательском институте языка и литературы, вёл научную работу по фольклору. Им созданы труды: «Башкирские легенды», «Эпос о батырах», народно-эпические поэмы (кубаиры) «Отечественная война», «Юлай и Салават», «Карасакал». Записывал и обрабатывал эпосы, сказки, песни, кубаиры. В их числе эпосы «Урал-батыр», «Акбузат», сказка «Алпамыша» и др.
Позднее написал на фольклорном материале пьесу «Ялан Еркей» (вариант транскрипции — «Ялан Еркай»), за которую был подвергнут репрессиям.

## Память
- Постановлением от 24 февраля 2004 года Правительства Башкортостана, Башкирскому лицею р.п. Раевский Альшеевского района Республики Башкортостан было присвоено имя Мухаметши Бурангулова[4]. Возле учебного заведения установлен его бюст.
- В г. Уфе на доме по улице Мингажева, в котором жил сэсэн, установлена мемориальная доска.
- 25 мая 2012 года в г. Сибай был установлен бюст Мухаметши Бурангулова[5].
- В мае 2012 года Союз писателей Республики Башкортостан учредил Премию имени М. Бурангулова:[6]
- Именем Мухаметши Бурангулова названа улица и башкирская библиотека № 1 в городе Мелеузе Республики Башкортостан[7]